# Universitatea din Greifswald

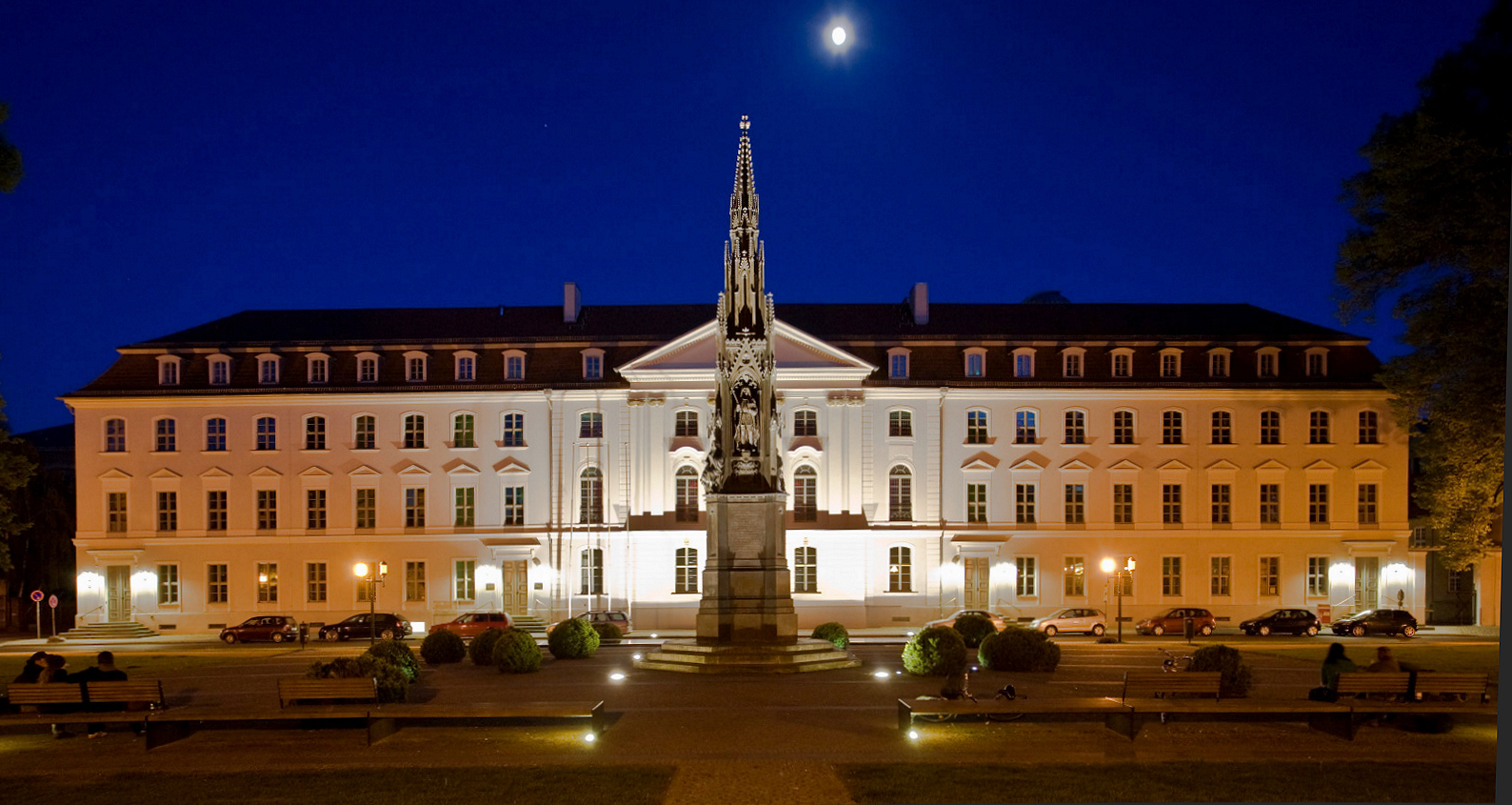
Hauptgebäude (clădirea principală) a fost construită între 1747 și 1750. Astăzi găzduiește biroul rectorului și o parte a administrației universitare, precum și o sală de adunări barocă.

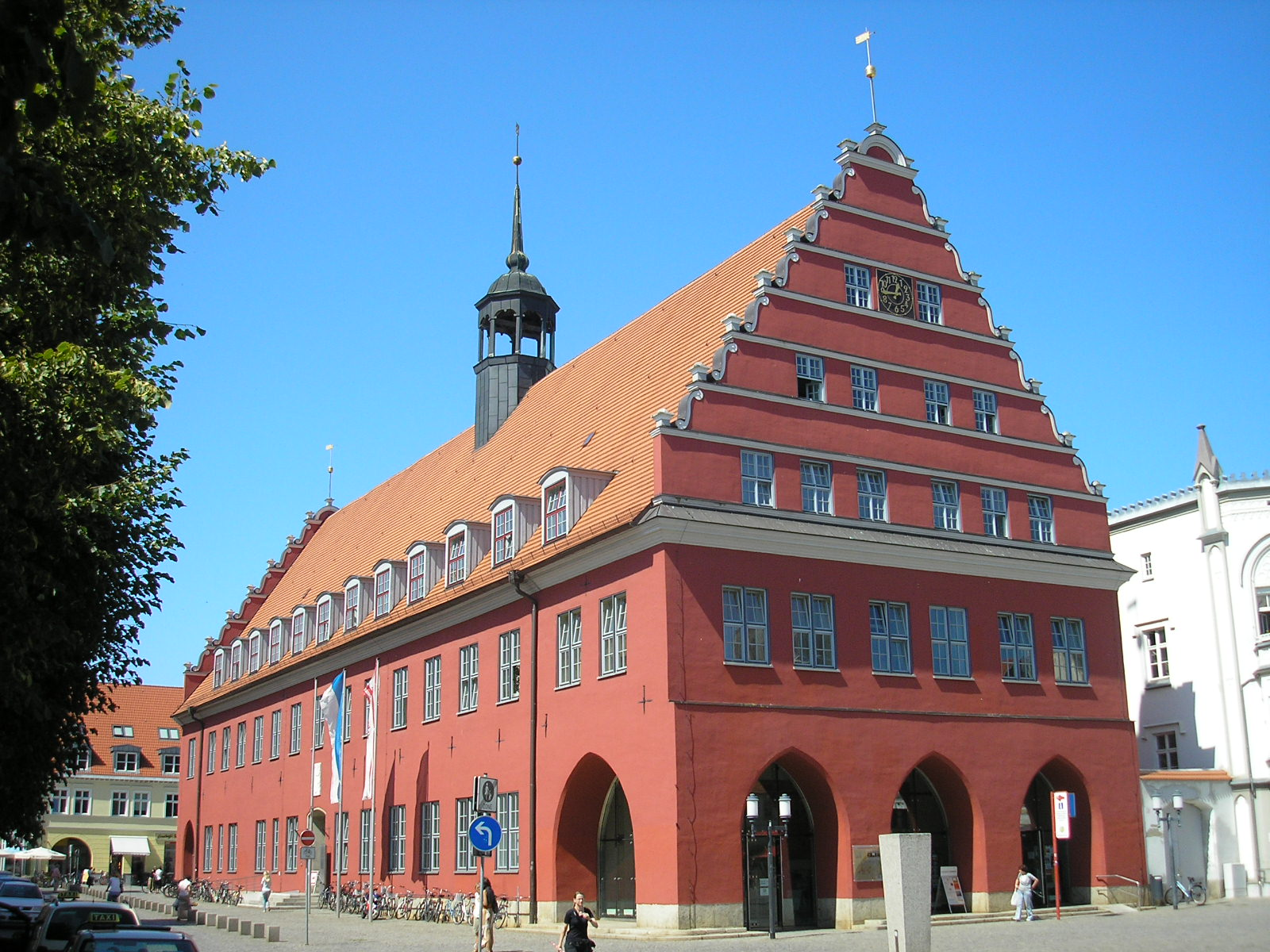
Primăria roșie din Greifswald, este situată în centrul istoric al orașului. Deoarece Greifswald este un oraș studențesc mic, de coastă, relația dintre universitate și oraș a fost în mare parte strânsă. De exemplu, a fost Heinrich Rubenow, apoi Primar al orașului, cel care a militat pentru înființarea unei universități în orașul său și care a devenit primul rector al universității în anul 1456.

Universitatea din Greifswald (pronunție în germană [ˈɡʁaɪfsvalt]; germană Universität Greifswald) este o universitate de cercetare publică situată în Greifswald, Germania, în statul Mecklenburg-Vorpommern.
Fondată în 1456 (predare a existat începând cu 1436), este una dintre cele mai vechi universități din Europa, cu generații de absolvenți notabili și personal care au studiat sau au lucrat la Greifswald. Fiind a patra cea mai veche universitate din Germania actuală, a fost temporar și cea mai veche universitate a Regatelor Suediei (1648-1815) și, respectiv, Prusiei (1815–1945). Aproximativ două treimi din 10.179 studenți provin de peste hotarele acestui stat federal, inclusiv studenți străini din 90 de țări din întreaga lume. Datorită atmosferei de oraș mic, a prezenței arhitectonice pronunțate a alma mater în oraș și a flerului tânăr, academic, pe străzi, Greifswald este adesea descris ca o „universitate cu un oraș construit în jurul său”, mai degrabă decât un oraș cu o universitate.

## Legături externe
- de  Site web oficial